# Mit Abu al-Kaum
Mit Abu al-Kaum (arab. ميت أبو الكوم) – miejscowość w muhafazie Al-Minufijja w północnej części Egiptu, na północny zachód od Kairu.
W miejscowości urodził się Anwar as-Sadat, prezydent Egiptu w latach 1970–1981. Jego pomnik znajduje się w tej wsi, a w jego domu rodzinnym działa poświęcone mu prywatne muzeum.